# ماه در میان ستارگان
ماه در میان ستارگان 
(به تلوگویی: Chukkallo Chandrudu) و (به انگلیسی: Moon among the stars) فیلمی هندی محصول سال ۲۰۰۶ و به کارگردانی سیوا آنات است. در این فیلم بازیگرانی همچون آکنینی ناگیشور رائو، سیدارت نارایان، سدها، چارمی کائور، سالونی اسوانی، وحیده رحمان و پرابو دوا ایفای نقش کرده‌اند.